# Avocatul diavolului
Advocatus diaboli (traducere din latină: avocatul diavolului) este numele popular pentru o fostă poziție oficială în cadrul Bisericii Catolice, cea de promotor al credinței: cel care „a argumentat împotriva canonizării (beatificării) unui candidat, în scopul de a descoperi orice defect de caracter sau prezentare greșită a dovezilor care favorizează canonizarea”.
În vorbirea curentă, expresia „avocatul diavolului” descrie o situație în care cineva – prezentând un anumit punct de vedere – își asumă o poziție contrară normei (sau, pur și simplu, o poziție alternativă față de norma acceptată) nu pentru că este în mod necesar în dezacord, ci de dragul dezbaterii sau pentru a explora dezvoltarea subiectului, utilizând un raționament valid care nu este în acord cu subiectul în cauză dar care se dovedește valabil. De asemenea, e întotdeauna folosită, prin extensie, pentru a desemna pe cineva care, ca un avocat, apără pe cineva de neapărat, în a cărui nevinovăție nu crede nimeni. În ciuda vechimii sale, această expresie idiomatică este unul dintre cele mai populare idiomuri ale limbii engleze actuale, folosit pentru a exprima conceptul de a contrazice un fapt, fără a avea însă o viziune contrară.

## Origine și istoric
În timpul procesului canonizării utilizat de Biserica Catolică romană, promotorul credinței (în latină: promotor fidei), cunoscut popular ca avocat al diavolului, a fost un avocat canonic numit de autoritățile bisericii pentru a argumenta împotriva canonizării unui candidat. Menirea acestei persoane era aceea de a avea o privire sceptică asupra caracterului candidatului, să caute lipsuri în dovezi, să susțină că orice miracol atribuit acestuia erau frauduloase și așa mai departe. Avocatul diavolului era opus Avocatului lui Dumnezeu (în latină: advocatus Dei, cunoscut și ca promotor al cauzei), a cărui sarcină era să aducă argumente în favoarea canonizării. În timpul judecării unei cauze, această sarcină era îndeplinită de promotorul Justiției (în latină: iustitiae promotor), responsabil de examinarea corectitudinii anchetei, începând de la 1983.

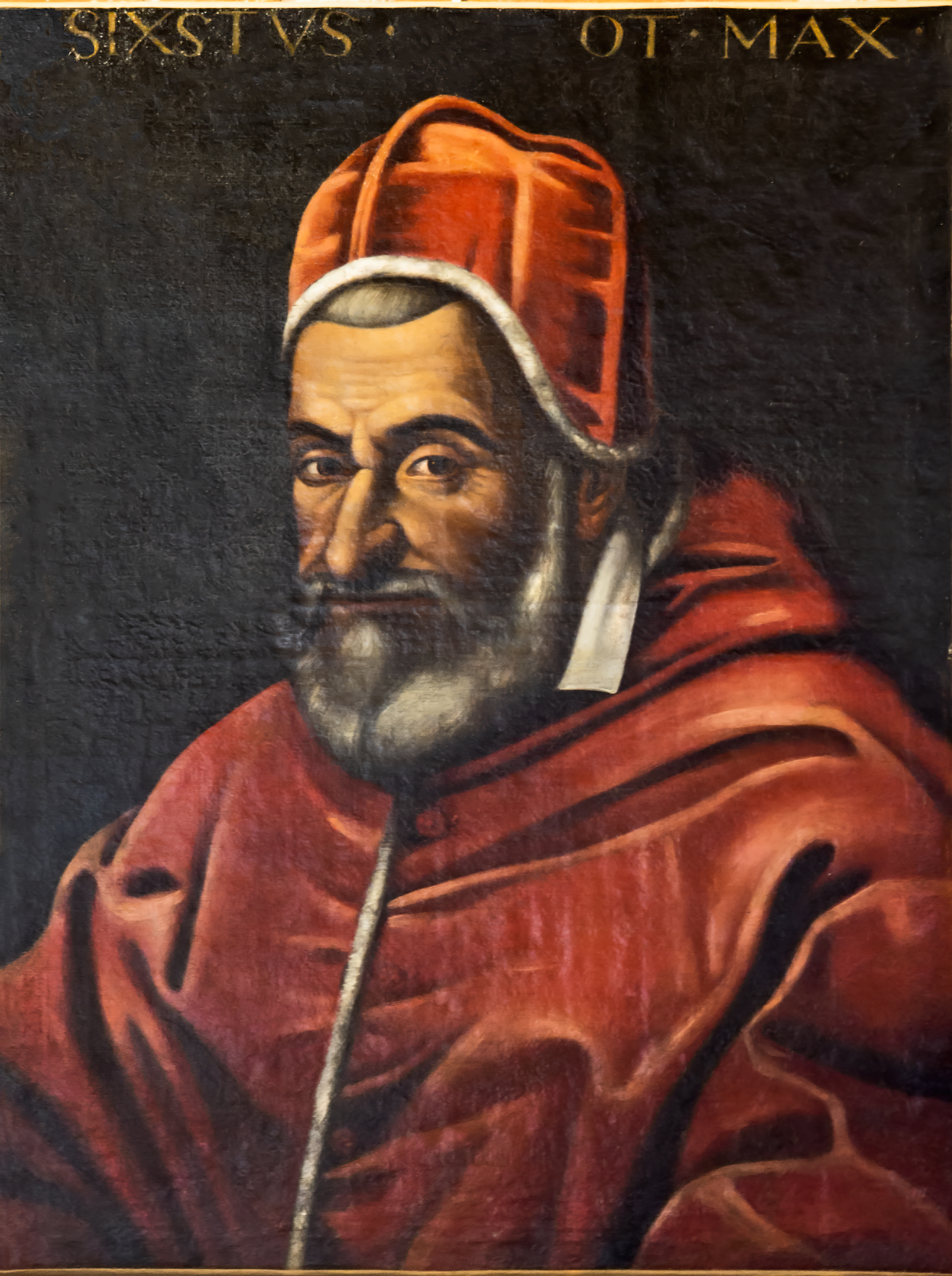
Papa Sixt al V-lea

Instituția a fost înființată în 1587, în timpul domniei Papei Sixt al V-lea. Prima mențiune formală a unui astfel de ofițer se regăsește la canonizarea Sf. Laurențiu Iustinian de către Papa Leon al X-lea (1513–1521).  În 1983, Papa Ioan Paul al II-lea  a redus din puterea și a schimbat rolul instituției. În caz de controversă, Vaticanul poate încerca să solicite informal mărturia criticilor unui candidat la canonizare. Un exemplu notabil în acest sens a fost în 2003, când autorul Christopher Hitchens, ateu britanico-american și critic deschis al Maicii Tereza de Calcutta, a fost rugat să depună mărturie în timpul audierilor de beatificare a acesteia. Numărul canonizărilor a crescut de la 330, în perioada 1588–1978, la 483, sub pontificatul lui Ioan Paul al II-lea (1978–2005, în medie 18 canonizări pe an).  
În Constituția apostolică Divinus perfectionis Magister, din 25 ianuarie 1983, papa Ioan Paul al II-lea i-a stabilit funcțiile : 
1. prezidează întrunirile teologilor în cauzele canonizării și-și dă părerea acolo;
2. întocmește un raport al acestor întâlniri;
3. participă la congregația cardinalilor și a episcopilor și își exprimă părerea acolo, dar fără drept de vot.

Promotorul credinței rămâne o figură marcantă pentru Congregația pentru cauzele sfinților, unde este cunoscută și sub numele de teolog prelat. Dacă e necesar, cardinalul prefect ar putea desemna un promotor pentru o anumită cauză.